# Ranunculus gouanii
Ranunculus gouanii är en ranunkelväxtart som beskrevs av Carl Ludwig von Willdenow. Ranunculus gouanii ingår i släktet ranunkler, och familjen ranunkelväxter. Inga underarter finns listade i Catalogue of Life.

## Bildgalleri

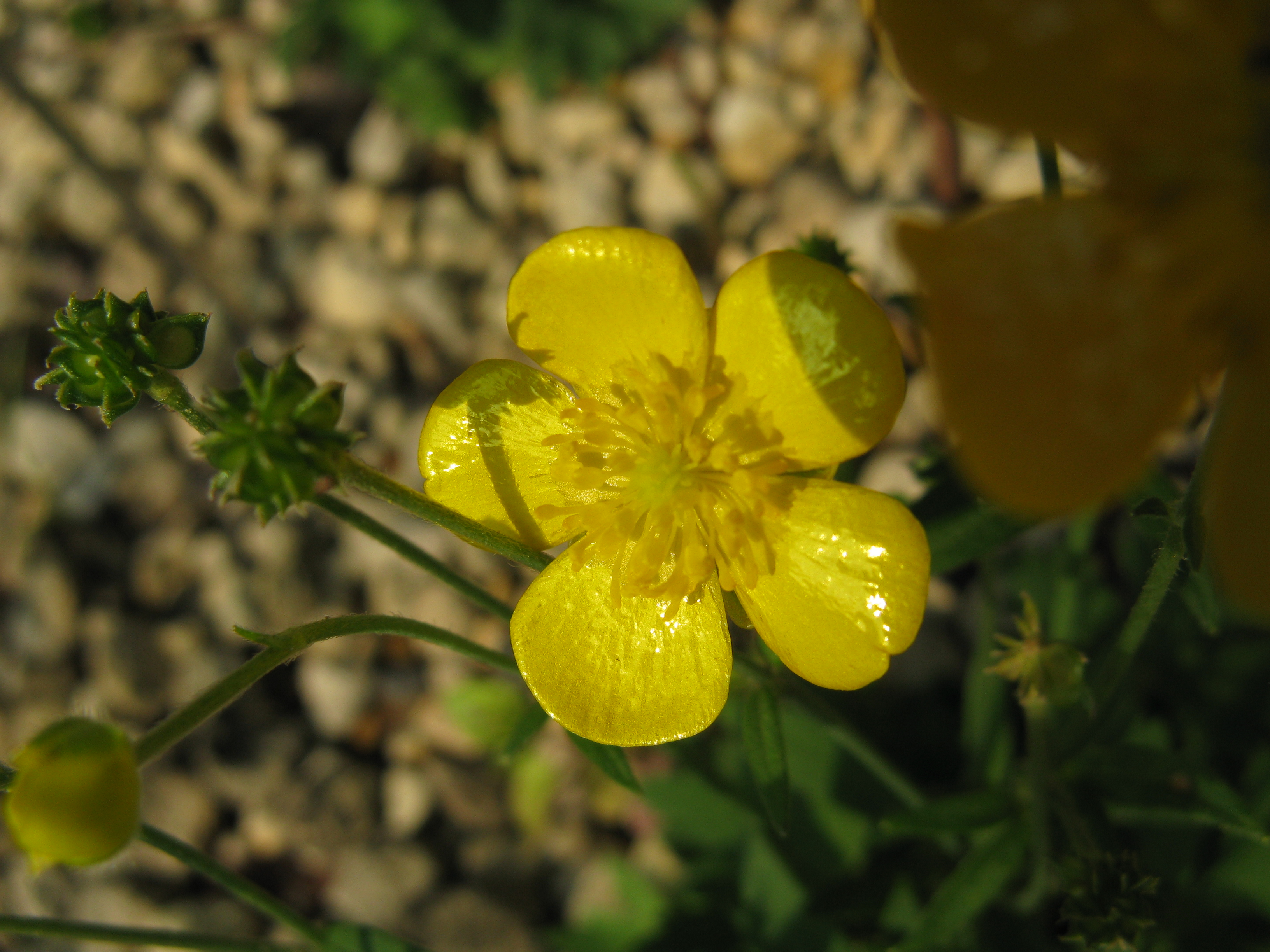